# Гартман Торомба
Гартман Торомба (англ. Hartman Toromba, нар. 2 листопада 1984, Віндгук) — намібійський футболіст, що грав на позиції захисника.
Виступав, зокрема, за клуби «Блек Африка», «Блек Леопардс» та «Блек Африка», а також національну збірну Намібії.

## Клубна кар'єра
У дорослому футболі дебютував 2003 року виступами за команду клубу «Блек Африка», в якій провів три сезони. 
Своєю грою за цю команду привернув увагу представників тренерського штабу клубу «Блек Леопардс», до складу якого приєднався 2006 року. Відіграв за команду з Полокване наступні два сезони своєї ігрової кар'єри.
Згодом з 2008 по 2010 рік грав у складі команд клубів «Фрі Стейт Старз» та «Васко да Гама» (Кейптаун).
У 2010 році повернувся до клубу «Блек Африка». Цього разу провів у складі його команди три сезони. 
Завершив професійну ігрову кар'єру у клубі «Африкан Старз», за команду якого виступав протягом 2013—2014 років.

## Виступи за збірну
У 2003 році дебютував в офіційних матчах у складі національної збірної Намібії. Протягом кар'єри у національній команді, яка тривала 9 років, провів у її формі 35 матчів.
У складі збірної був учасником Кубка африканських націй 2008 року у Гані.